# Apricena
Apricena è un comune italiano di 12 487 abitanti della provincia di Foggia in Puglia.
Fa parte del parco nazionale del Gargano ed è noto per la presenza di cave della cosiddetta pietra di Apricena.

## Geografia fisica

### Territorio
Il comune è situato tra il Tavoliere delle Puglie e il Gargano, a 42 km di distanza dal capoluogo. Il territorio è prevalentemente pianeggiante.

### Sismicità
Il territorio comunale di Apricena è parte integrante del distretto sismico del Gargano. La cittadina fu gravemente danneggiata dal disastroso terremoto della Capitanata del 1627.
- Classificazione sismica: zona 2 (sismicità media)[4]

### Clima
Dal punto di vista legislativo il comune di Apricena ricade nella fascia climatica D in quanto i gradi giorno della città sono 1.401, dunque limite massimo consentito per l'accensione dei riscaldamenti è di 10 ore giornaliere dal 15 novembre al 31 marzo.
- Classificazione climatica: zona D, 1.401 GG

## Origini del nome
Un'epigrafe lapidea, risalente al XIII secolo e incastonata nella Torre dell'Orologio, al primo rigo riporta la frase "Cena dat et aper nomen tibi Apricina", con riferimento alla leggenda che fa risalire la fondazione della città per volere di Federico II di Svevia: si narra infatti che l'imperatore Federico II ivi decise di far intavolare un ricco banchetto a base di carne di cinghiale (apri coena) da lui cacciato nei boschi circostanti e far erigere nello stesso luogo una sua residenza.
Tale leggenda è però totalmente priva di fondamento, poiché il toponimo (risalente forse all'epoca romana) è attestato fin dal 1156 nella forma Precina, la cui esatta etimologia rimane alquanto oscura.

## Storia
Il territorio fu frequentato sin dal Paleolitico inferiore; il sito archeologico preistorico di Pirro Nord ha restituito  importanti resti faunistici e strumenti litici olduvaiani, è datato a 1 500 000 milioni di anni dal presente (BP - Before Present in inglese), che ne farebbe il più antico insediamento umano in Europa, anche se più recentemente è stato datato a 800 000 anni BP.
Il terremoto della Capitanata del 1627 causò il crollo della stragrande maggioranza degli edifici nonché la morte di 900 cittadini (all'epoca Apricena contava solo 2.000 abitanti).

### Simboli
Lo stemma e il gonfalone sono stati concessi con decreto del presidente della Repubblica del 13 giugno 2002.
Il gonfalone è un drappo di bianco con la bordatura di azzurro.

## Monumenti e luoghi d'interesse

Castel Pagano

Nel centro abitato si conservano alcuni interessanti monumenti: il Palazzo baronale o Torriolo, la Torre dell'orologio, la Croce di piazza dei Mille, il Convento presso la Villa Comunale e la chiesa madre dei santi Martino e Lucia. Nell'agro apricenese, inoltre, ricadono le rovine di Castelpagano, Santa Maria di Selva della Rocca e quelle del monastero di San Giovanni in Piano.

### Siti archeologici
Nella cava di Franco Dell'Erba, in località Pirro Nord, durante i lavori di estrazione della pietra, è stata rilevata un'abbondante presenza di fossili in un reticolo carsico di più di 100 specie diverse, risalenti al villafranchiano superiore, un periodo compreso tra 1,7 e 1,3 milioni di anni fa, datazione confermata dalle indagini magnetostratigrafiche, che hanno evidenziato una magnetizzazione negativa dei depositi fossiliferi di Pirro Nord. Oltre ai vertebrati fossili, sono stati ritrovati molti manufatti litici. Gli scavi di Pirro Nord hanno portato alla luce reperti considerati come la più antica testimonianza della presenza dell'uomo in Europa e convalidano l'ipotesi che il genere Homo sia giunto in Europa da Oriente e non dallo stretto di Gibilterra come era stato precedentemente ipotizzato.

## Società

### Evoluzione demografica
Abitanti censiti

### Etnie e minoranze straniere
Secondo i dati ISTAT del 1º gennaio 2021, le nazionalità maggiormente rappresentate in base alla loro percentuale sul totale della popolazione residente erano:
- Romania 228 1,8%
- Albania 129 1,02%
- Marocco 118 0,93%

## Cultura

### Eventi
La festa patronale della Madonna dell'Incoronata si tiene in primavera: l'ultimo sabato del mese di aprile la statua della Madonna viene trasferita dal santuario, eretto fuori dal paese, alla chiesa madre. La festa vera e propria si svolge nell'ultima domenica di maggio. Il venerdì precedente, nel pomeriggio, la statua è portata per alcune strade del paese, e durante la processione si incendiano diverse batterie, e così avviene anche durante la processione del mattino della domenica. La festa termina il lunedì sera, quando la statua della Madonna torna al santuario.
L'evento estivo di maggiore importanza fu per molti anni la rassegna musicale Suonincava, tenutasi solitamente intorno alla metà di agosto dal 2000 al 2011 nella cava Pizzicoli e dal 2011 al 2016 in modalità nomade (ovvero cambiando location ogni anno). Nelle varie edizioni dell'evento, si esibirono diversi cantautori italiani di successo, come ad esempio Caparezza.

## Economia
La maggior parte dell'economia ruota intorno alle cave di pietra. La pietra di Apricena, insieme a quella di Poggio Imperiale, oltre a essere impiegata come materiale di costruzione in Italia, viene frequentemente esportata all'estero, principalmente in Germania, Giappone e Cina. Di recente è stata massicciamente utilizzata per realizzare la nuova chiesa di padre Pio a San Giovanni Rotondo.
Le colture principali sono cereali, uva e olivo.

## Infrastrutture e trasporti

### Ferrovie
Il territorio comunale è servito da quattro stazioni ferroviarie.

#### Rete Ferroviaria Italiana
La stazione di Apricena, gestita da Rete Ferroviaria Italiana (RFI), si trova lungo la ferrovia Adriatica, a circa 4,5 km dal centro abitato. Non è servita da nessun collegamento e risulta inattiva. 
Anche la stazione di Poggio Imperiale, lungo la stessa linea, ricade nel territorio comunale.

#### Ferrovie del Gargano
Le ferrovie del Gargano gestiscono la stazione di Apricena Città, lungo la ferrovia San Severo-Peschici.
La stazione è stata inaugurata il 2 settembre 2013 lungo una variante di tracciato, che ha permesso di ridurre i tempi di percorrenza tra San Severo e Apricena. Il 14 dicembre 2014 è stato quindi inaugurato, dopo l'autorizzazione da parte di RFI, il tratto Foggia-San Severo-Apricena Città.
Contemporaneamente la stazione di Apricena città è stata collegata tramite un servizio sostitutivo (autobus) alla stazione di San Nicandro Garganico delle Ferrovie del Gargano, dove si riallaccia alla ferrovia San Severo-Peschici.
La nuova variante permette il collegamento diretto da Foggia a Peschici Calenella con una velocità massima che passa dai 55 km/h ai 140 km/h.
Lungo la stessa linea era precedentemente attiva anche la stazione di Apricena Superiore, a circa 6 km dal centro abitato. La stazione è stata dismessa il 20 settembre 2015, in vista dell'attivazione della variante ferroviaria di Monte Tratturale, tra Apricena e San Nicandro Garganico.
Anche la stazione di San Marco in Lamis, dislocata sul tratto della San Severo-Peschici tra San Severo e San Nicandro Garganico, è stata dismessa il 20 settembre 2015.

## Amministrazione
Di seguito è presentata una tabella relativa alle amministrazioni che si sono succedute in questo comune.
| Periodo          | Periodo          | Primo cittadino        | Partito                            | Carica      | Note   |
| ---------------- | ---------------- | ---------------------- | ---------------------------------- | ----------- | ------ |
| 20 giugno 1988   | 22 giugno 1990   | Raffaele De Lorenzo    | Partito Comunista Italiano         | Sindaco     | [ 15 ] |
| 22 giugno 1990   | 14 luglio 1993   | Nicola Fusco           | Partito Socialista Italiano        | Sindaco     | [ 15 ] |
| 14 luglio 1993   | 22 novembre 1993 | Salvatore Tropea       |                                    | Comm. pref. | [ 15 ] |
| 22 novembre 1993 | 17 novembre 1997 | Francesco Parisi       | Partito Democratico della Sinistra | Sindaco     | [ 15 ] |
| 17 novembre 1997 | 28 maggio 2002   | Francesco Parisi       | L'Ulivo                            | Sindaco     | [ 15 ] |
| 28 maggio 2002   | 29 maggio 2007   | Vito Antonio Zuccarino | Democratici di Sinistra            | Sindaco     | [ 15 ] |
| 29 maggio 2007   | 14 maggio 2012   | Vito Antonio Zuccarino | L'Ulivo                            | Sindaco     | [ 15 ] |
| 8 maggio 2012    | 21 giugno 2013   | Antonio Potenza        |                                    | Sindaco     | [ 15 ] |
| 12 luglio 2013   | 26 maggio 2014   | Daniela Aponte         |                                    | Comm. str.  | [ 15 ] |
| 26 maggio 2014   | 26 maggio 2019   | Antonio Potenza        | Forza Italia                       | Sindaco     | [ 15 ] |
| 26 maggio 2019   | 9 giugno 2024    | Antonio Potenza        | Forza Italia                       | Sindaco     | [ 15 ] |
| 9 giugno 2024    | in carica        | Antonio Potenza        | Forza Italia                       | Sindaco     | [ 15 ] |

### Gemellaggi
- Altavilla Vicentina

## Sport

### Calcio
La più antica squadra di calcio della città è l'A.S.D. Apricena che, col nome di San Giorgio Apricena, ha partecipato anche ad un campionato di Serie D nella stagione 2001-2002. I suoi colori sociali sono il blu e il granata che sono anche i colori della città. Per la stagione 2014/2015 la società si iscrive al campionato di Terza Categoria foggiano, essendo fallita da quello di Prima Categoria nel 2012-2013. Disputò il campionato di Seconda Categoria Pugliese 2015/2016. Dalla stagione 2018-2019, la squadra si chiama Sporting Apricena e milita nel girone A del campionato di Promozione pugliese.
Una seconda squadra di calcio cittadina è la Vicarius, che è la compagine più titolata della città, avendo ottenuto una promozione dalla Seconda alla Prima categoria nella stagione 2012-2013 e avendo vinto gli spareggi play-off per il ripescaggio in Promozione al termine della stagione agonistica 2013-2014. I suoi colori sociali sono il giallo e il blu. La squadra ha cambiato denominazione, prendendo il nome di Polisportiva Dilettantistica Madre Pietra Apricena, disputando il campionato nazionale di Serie D nel girone H.
Entrambe le società giocano le partite di casa presso l'impianto sportivo Madre Pietra Stadium, recentemente ristrutturato con un manto sintetico.

### Pallavolo
L'attività pallavolistica cittadina inizia nel 1990 con la Polisportiva Olimpia Apricena, l'unica società locale ad aver promosso per circa un ventennio il gioco del volley e che, nella stagione 1994-1995, ha partecipato anche ad un campionato FIPAV di Serie C2 maschile.
Per il settore femminile, la squadra principale è l'A.S.D. Olimpia Volley Pieffe Apricena, fondata dopo la scomparsa del tecnico Pasquale Franchino e che partecipa ai campionati provinciali di Prima Divisione organizzati dal Comitato Provinciale di Capitanata AICS, Ente di promozione sportiva riconosciuto dal CONI. I colori sociali sono il blu-granata, le partite in casa sono disputate - in base alle concessioni - presso la palestra "F. Cataneo" (ex "Fioritti") ed il Palasport "P. Franchino" ristrutturato nel 2018.

### Basket
Nella stagione 2018/2019 la squadra di pallacanestro Fortitudo Basket Apricena ha partecipato al Campionato Regionale di Prima Divisione terminando il campionato in 6ª posizione. Le partite casalinghe si disputano nel palazzetto "Pasquale Franchino" ristrutturato.
Nella stagione 2024/2025 la stessa società disputa il campionato di Divisione regionale 1 (ex Serie D).